# 6S1Ż

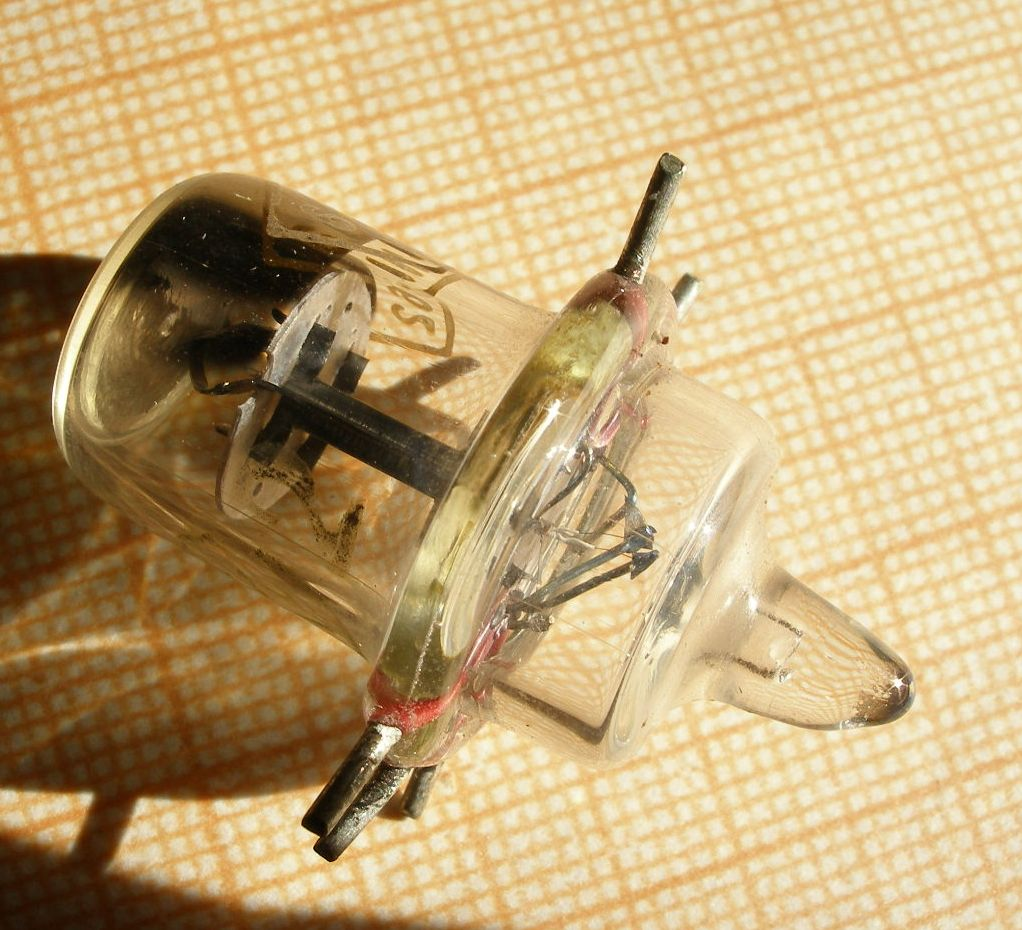
Trioda żołędziowa 6S1Ż (6С1Ж)

6S1Ż (ros. 6С1Ж)  -   lampa elektronowa, trioda pośrednio żarzona produkcji radzieckiej. Zaliczana do  lamp typu "żołądź" (żołędziowych) z uwagi na charakterystyczne wyprowadzenie elektrod mające na celu zmniejszenie szkodliwych pojemności i indukcyjności.  Stosowana w układach wzmacniania lub generacji wielkiej częstotliwości (UKF). 

## Dane techniczne
Żarzenie:
- napięcie żarzenia -  6,3 V
- prąd żarzenia -   1,3 A

| Parametr                        | Wartość   |
| ------------------------------- | --------- |
| napięcie anodowe                | 250 V     |
| prąd anodowy                    | 6,1 mA    |
| nachylenie charakterystyki (Sa) | 2,25 mA/V |
| napięcie siatki                 | -7 V      |
| współczynnik amplifikacji (Ka)  | 36 V/V    |

| Parametr                          | Wartość |
| --------------------------------- | ------- |
| napięcie anodowe                  | 275 V   |
| moc tracona na anodzie            | 1,8 W   |
| napięcie włókno żarzenia - katoda | 90 V    |